# Laura Diana Raețchi
Laura Raețchi (nume anterior Laura Sitea) este expert al Organizației Națiunilor Unite pentru zona Orientului Mijlociu și singurul român care a făcut parte din echipa de negociere cu Siria.

## Cariera
Din anul 2006, Laura Raețchi este analist în Departamentul de Operațiuni de Menținere a Păcii pentru dosarele Sudan (2006-2010) și Orientul Mijlociu (2013-prezent). În 2010-2011 a lucrat în Biroul Executiv al Secretarului-General ONU, Ban Ki-moon, iar în cursul anului 2012 a făcut parte din echipa Emisarului Special pentru Siria (și fost Secretar-General ONU) Kofi Annan.

## Educație
S-a născut și a copilărit în județul Brașov. În anul 2000, Laura a absolvit cu distincțiile Magna Cum Laude și Presidential Medal Universitatea Americană din Bulgaria unde a studiat cu o bursă Soros și, în anul 2003, programul de masterat la The Fletcher School of Law and Diplomacy din Massachusetts.

## Viața personală
Din 4 septembrie 2016, Laura este căsătorită cu Ovidiu Alexandru Raețchi, deputat în Parlamentul României și vicepreședinte al PNL București .